# توشيهيرو هوريكاوا
توشيهيرو هوريكاوا (باليابانية: 堀河 俊大) (28 مايو 1989 في كاغاوا في اليابان – )؛ هو لاعب كرة قدم ياباني سابق كان يلعب كلاعب وسط.

## وصلات خارجية
- توشيهيرو هوريكاوا على موقع رابطة كرة القدم اليابانية للمحترفين (اليابانية)
- توشيهيرو هوريكاوا على موقع قاعدة بيانات كرة القدم.إي يو (الإنجليزية)
- توشيهيرو هوريكاوا على موقع Soccerway.com (الإنجليزية)
- توشيهيرو هوريكاوا على موقع عالم كرة القدم.نت (الإنجليزية)